# Radio Voltaire
Radio Voltaire is het tweede studioalbum van Kino.
Het album kwam opnieuw tot stand na stimulatie van de baas van InsideOut Music. Mitchell wilde een album uitbrengen met een andere band van hem Lonely Robot of een soloalbum. Dat was naar de mening van de platenbaas te snel na vorige albums. Hij maakte Mitchell erop attent dat Marillionbasist Trewavas ook wat werk zocht. Mitchell schakelde oude muziekvriend John Beck uit It Bites in en een tweede album kon gemaakt worden. Beck had echter maar weinig tijd; hij kon bij deze opnamen geen volwaardig lid zijn. Radio Voltaire gaat over de vrijheid van meningsuiting over, het in hun ogen meest geschikte middel, de radio. Voltaire wijst daarbij op de Franse vrijdenker Voltaire. Het album werd opgenomen in de geluidsstudio van de band te Reading, eigenlijk de studio waar Mitchell werkt Out House Studios. Er zijn tal van geluidseffecten op het album verwerkt. Mitchell kondigde aan dat door drukke werkzaamheden van de leden er geen concerten zouden volgen ter promotie van het album. Na de uitgifte van het album werd het weer stil rond Kino. De platenhoes is net als dat van het debuutalbum ontworpen door Paul Tippett. 
Het album werd redelijk ontvangen binnen de niche van de progressieve rock en neoprog. In tegenstelling tot het eerste album wist Radio Voltaire wel de Nederlandse (1 week plaats 163) en Duitse (1 week plaats 85) albumlijsten te halen. Daarbij moet wel vermeld worden dat de Nederlandse albumlijst in de tussentijd was verruimd van een Album Top 100 tot een Album Top 200. 

## Musici
- John Mitchell – zang, gitaar
- Pete Trewavas – basgitaar, achtergrondzang
- John Beck – toetsinstrumenten
- Craig Blundell – drumstel, percussie

Met Lena Formetz en Stefan Pletz, spreekstemmen op The Dead Club.

## Muziek
| Nr. | Titel                                       | Duur |
| --- | ------------------------------------------- | ---- |
| 1.  | Radio Voltaire (Mitchell)                   | 7:03 |
| 2.  | The Dead Club (Mitchell)                    | 4:10 |
| 3.  | Idleworld (Mitchell)                        | 6:01 |
| 4.  | I don’t know why (Trewavas)                 | 5:23 |
| 5.  | I won’t break so easily any more (Mitchell) | 5:30 |
| 6.  | Temple Tudor (Mitchell)                     | 4:28 |
| 7.  | Out of time (Trewavas)                      | 6:21 |
| 8.  | Warmth of the sun (Mitchell)                | 1:49 |
| 9.  | Grey shapes on concrete fields (Mitchell)   | 4:41 |
| 10. | Keep the faith (Trewavas)                   | 5:35 |
| 11. | The silent fighter pilot (Mitchell)         | 4:49 |
| 12. | Temple Tudor (remix)                        | 4:29 |
| 13. | The Dead Club (remix)                       | 4:02 |
| 14. | Keep the faith (remix)                      | 5:35 |
| 15. | The Kino funfair                            | 1:01 |

De laatste vier tracks worden vermeld als bonustracks. In Out of time is een wekker te horen; een hobby van Mitchell. The Dead Club gaat over Duitse Music uit de jaren twintig Berlijn, destijds de rock-and-rollsteren, maar inmiddels allemaal overleden. I don’t know why is een nummer dat stamt uit de tijd van het album Picture.